# Schwiedelbruch
Schwiedelbruch (luxemburgisch Schwiddelbruchⓘ; französisch Schwiedelbrouch) ist ein Ortsteil von Rambruch im Norden Luxemburgs. Der luxemburgische Historiker Joseph Goedert stammt aus diesem Dorf. In diesem Ort leben etwa 80 Menschen. 
Zudem befindet sich im Ortsgebiet der Napoléonsgaard, die dritthöchste Erhebung Luxemburgs mit 554,3 Metern über dem Meeresspiegel.

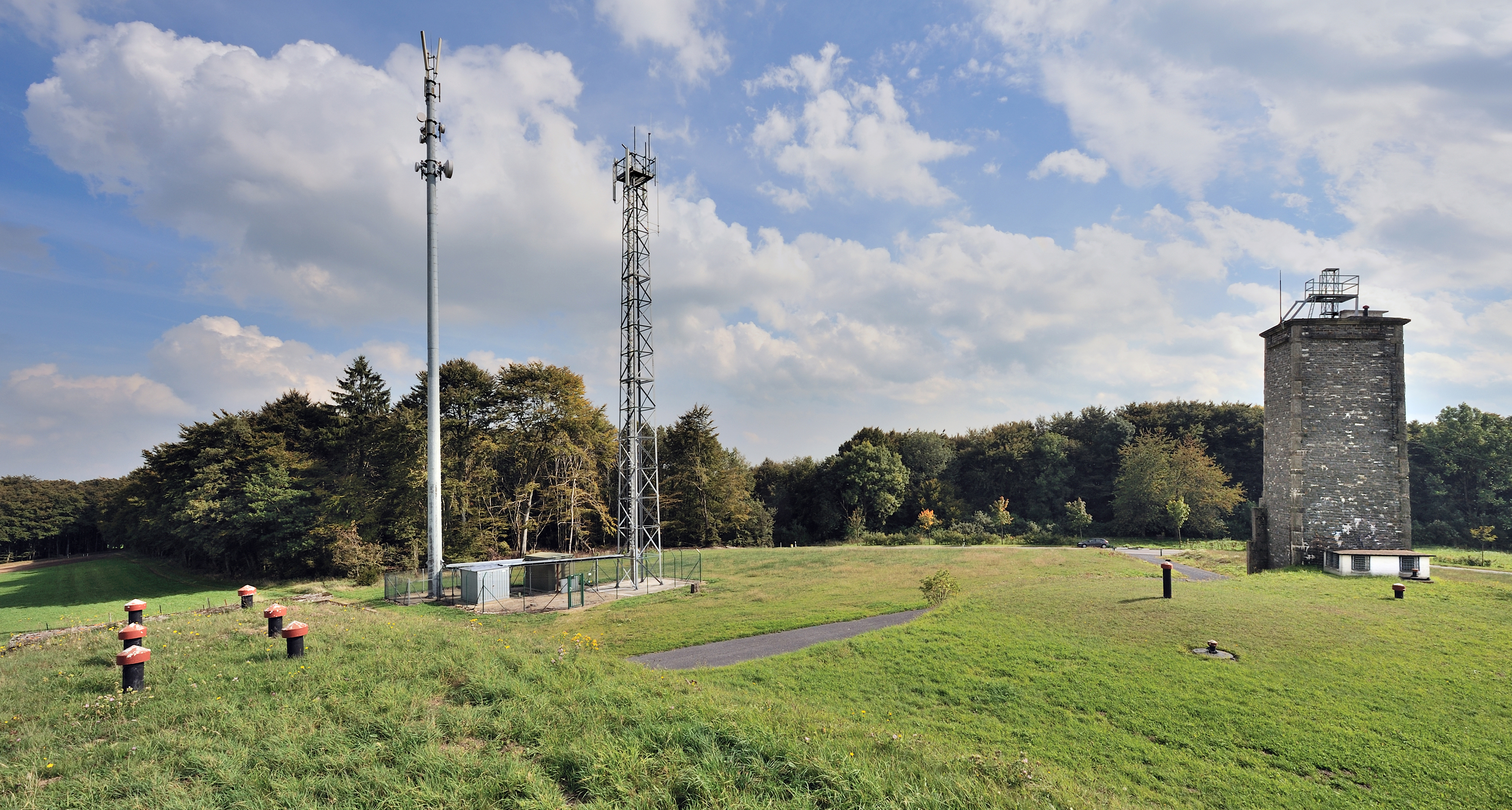
Der Napoléonsgaard (Jardin Napoléon)
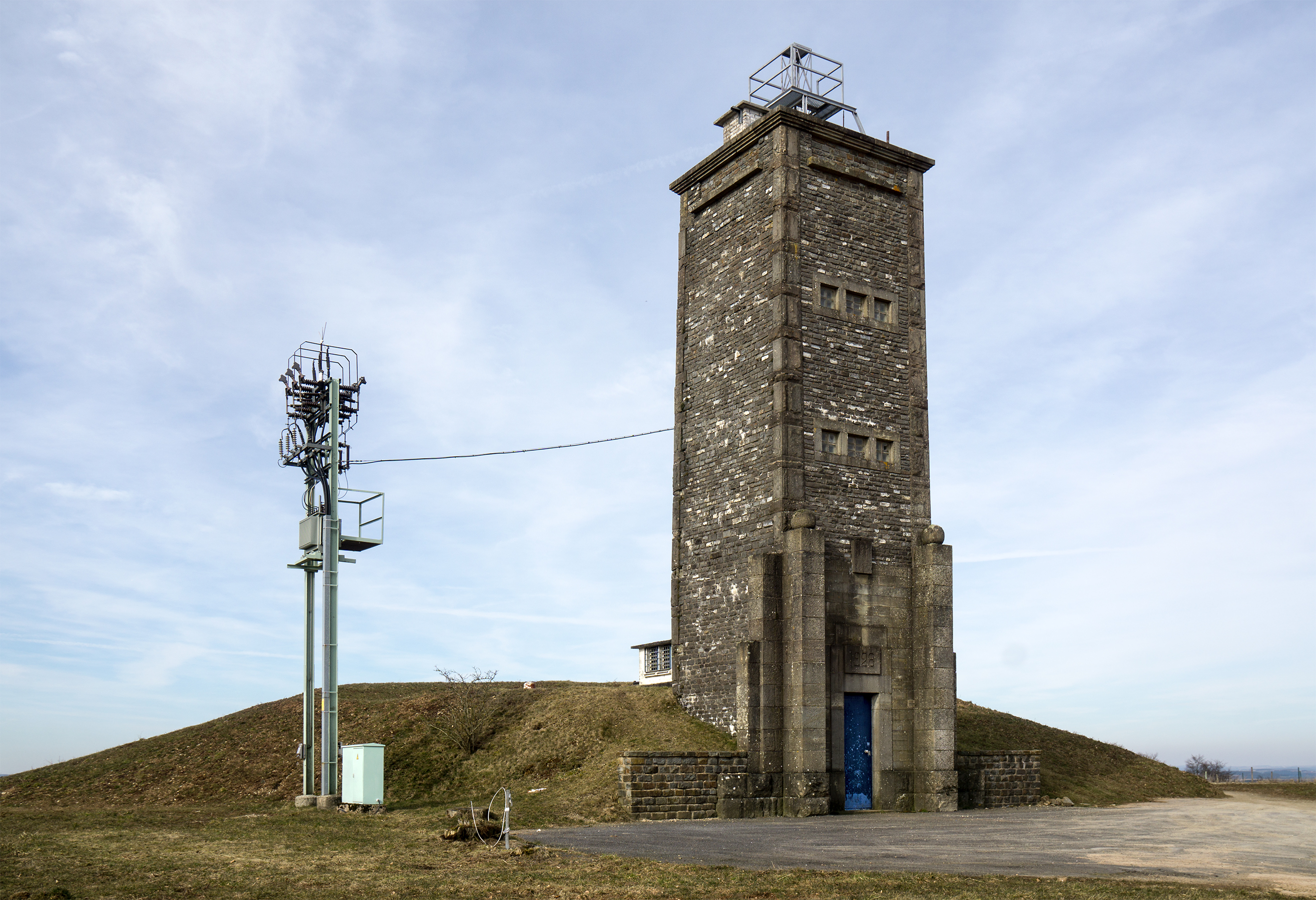
Der Wasserturm auf dem Napoléonsgaard